# 大新公園

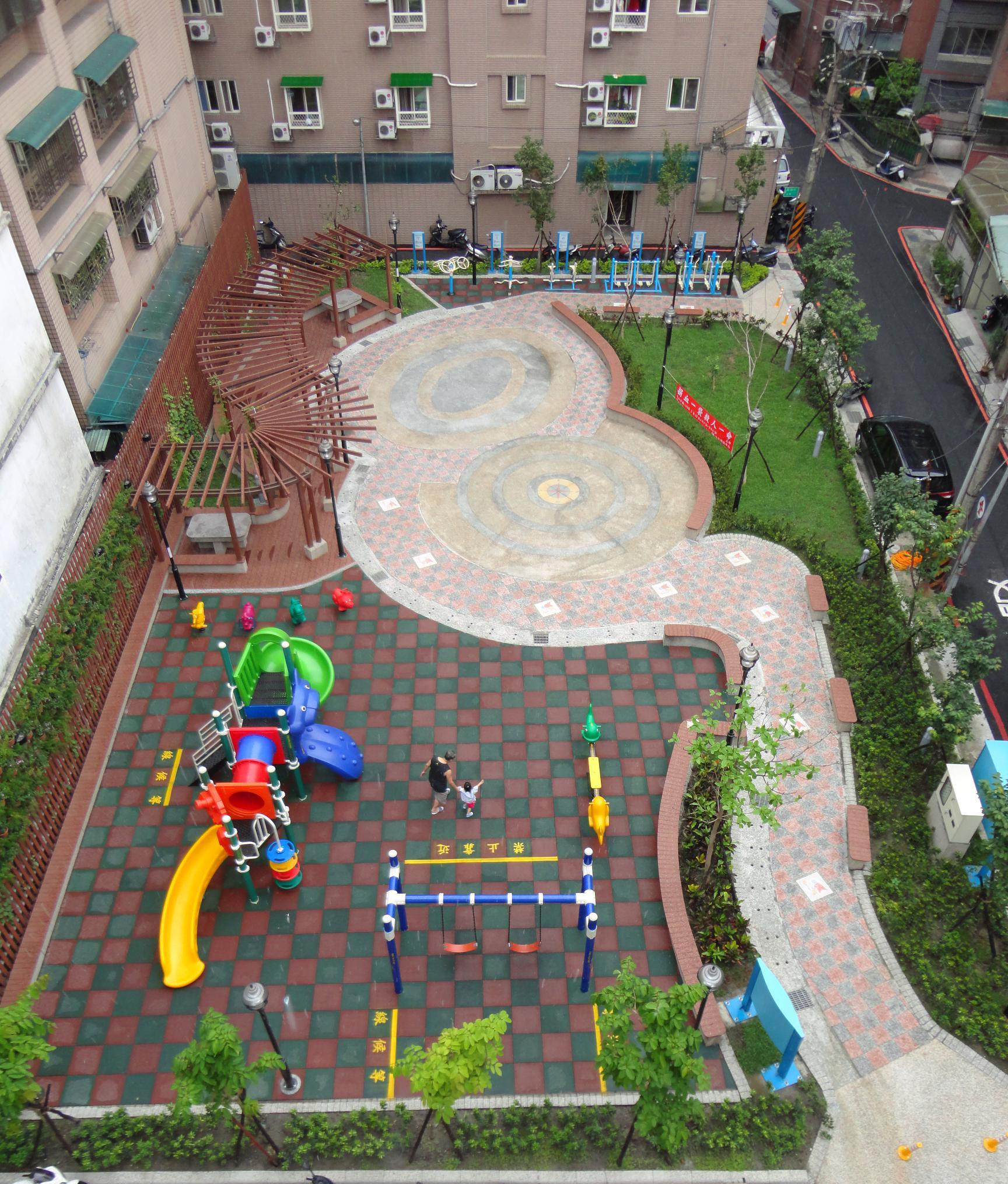
大新公園

大新公園位於新北市永和區自強街南側，在自強街6巷與8巷之間，面積200多坪，是永和區大新里的社區鄰里公園，是一座兒童遊樂場。

## 歷史演變
永和市是全台人口密度最高的縣轄市，綠地稀少，河堤內只有一個仁愛公園，而大新里與新店溪河濱公園、仁愛公園、四號公園都有相當的距離，格外缺乏活動空間。大新公園所在地原為日治時代所留下的調查局宿舍，為國有土地，故曾擔任過書記官的現任里長朱文燦在國有財產局拍賣這塊土地之前，陳情中央爭取公有土地，面積共626.54平方公尺，建設兒童遊樂區，民國99年5月12日由行政院函准無償撥與永和市公所規劃為綜合休閒運動之美麗公園。

## 設施
- 廣場、步道
- 兒童遊樂區：翹翹板、盪鞦韆、溜滑梯、搖搖椅
- 花廊：中國紫藤、大鄧伯花
- 草坪
- 喬木：楓香、山櫻花、辛夷、大葉欖仁、阿勃勒、大花紫薇、廣東油桐、銀杏、桑樹
- 灌木：平戶杜鵑、重瓣芙蓉、重瓣茶梅、巴西野牡丹
- 體健區：雙人滑雪器、雙人漫步機、雙人健騎機、三人扭腰器、雙人肩關節康復器

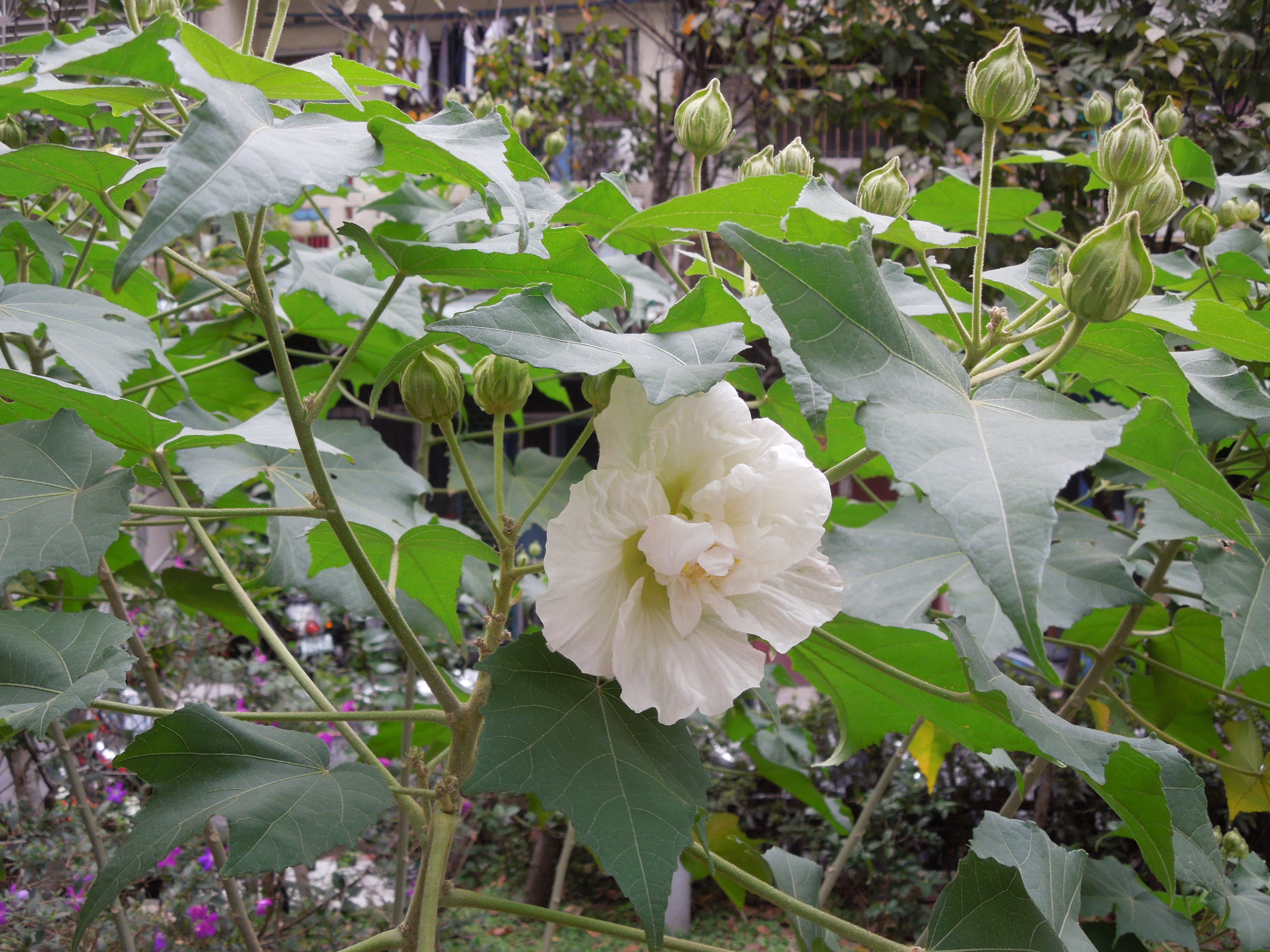
新北市永和區大新公園內的重瓣芙蓉初開時為白色
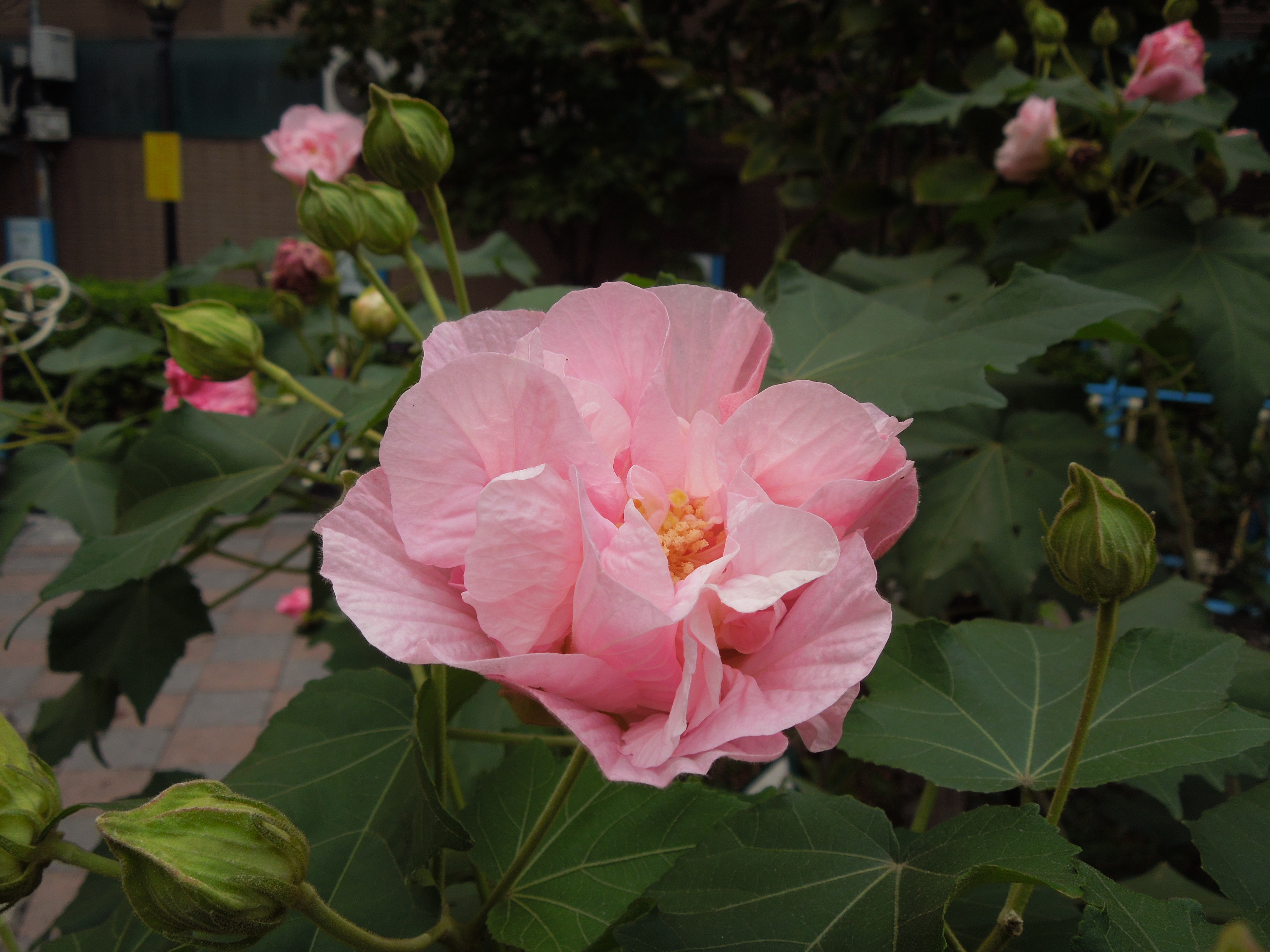
大新公園的重瓣芙蓉在下午轉為粉紅色
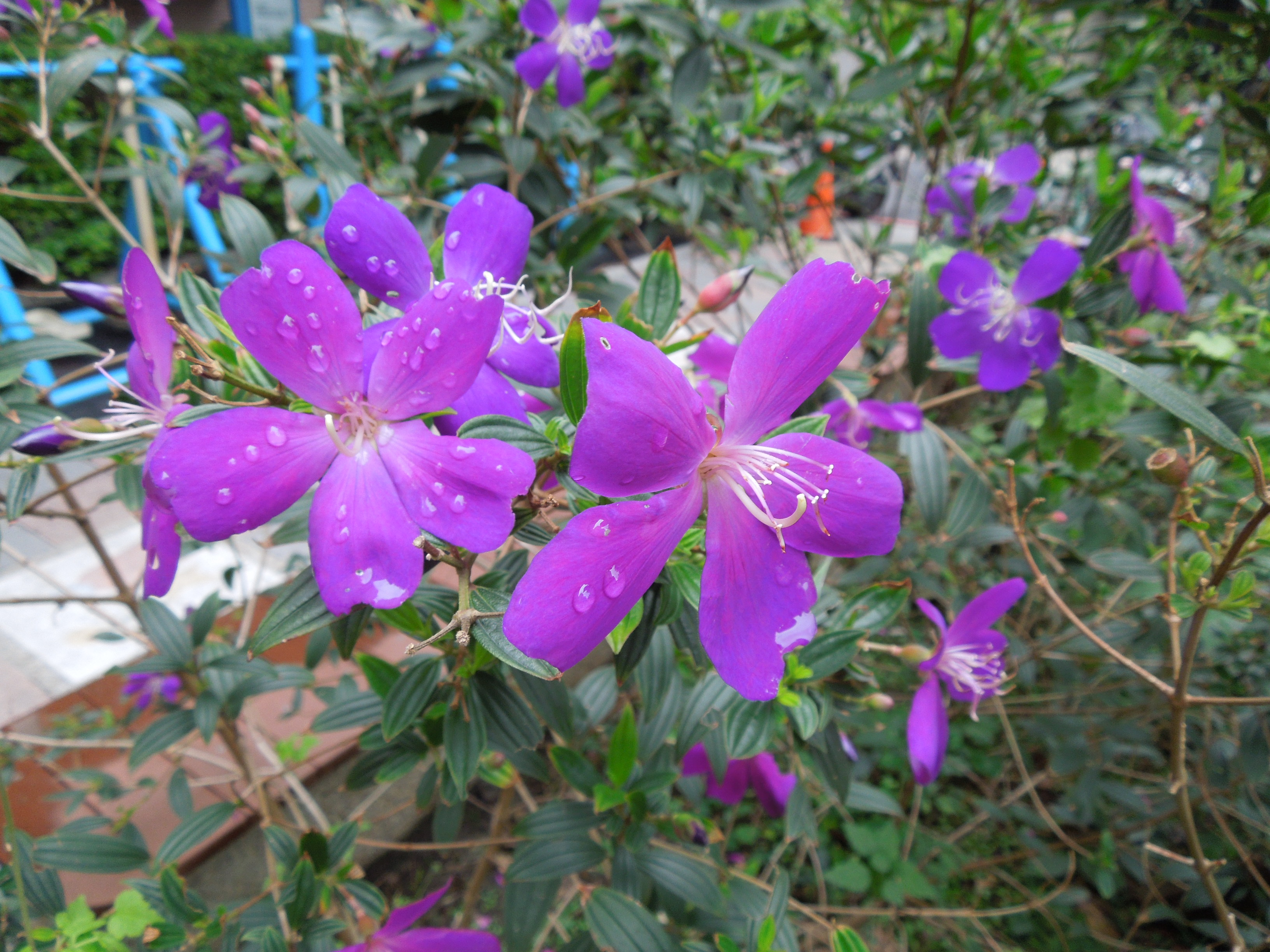
新北市永和區大新公園內的巴西野牡丹
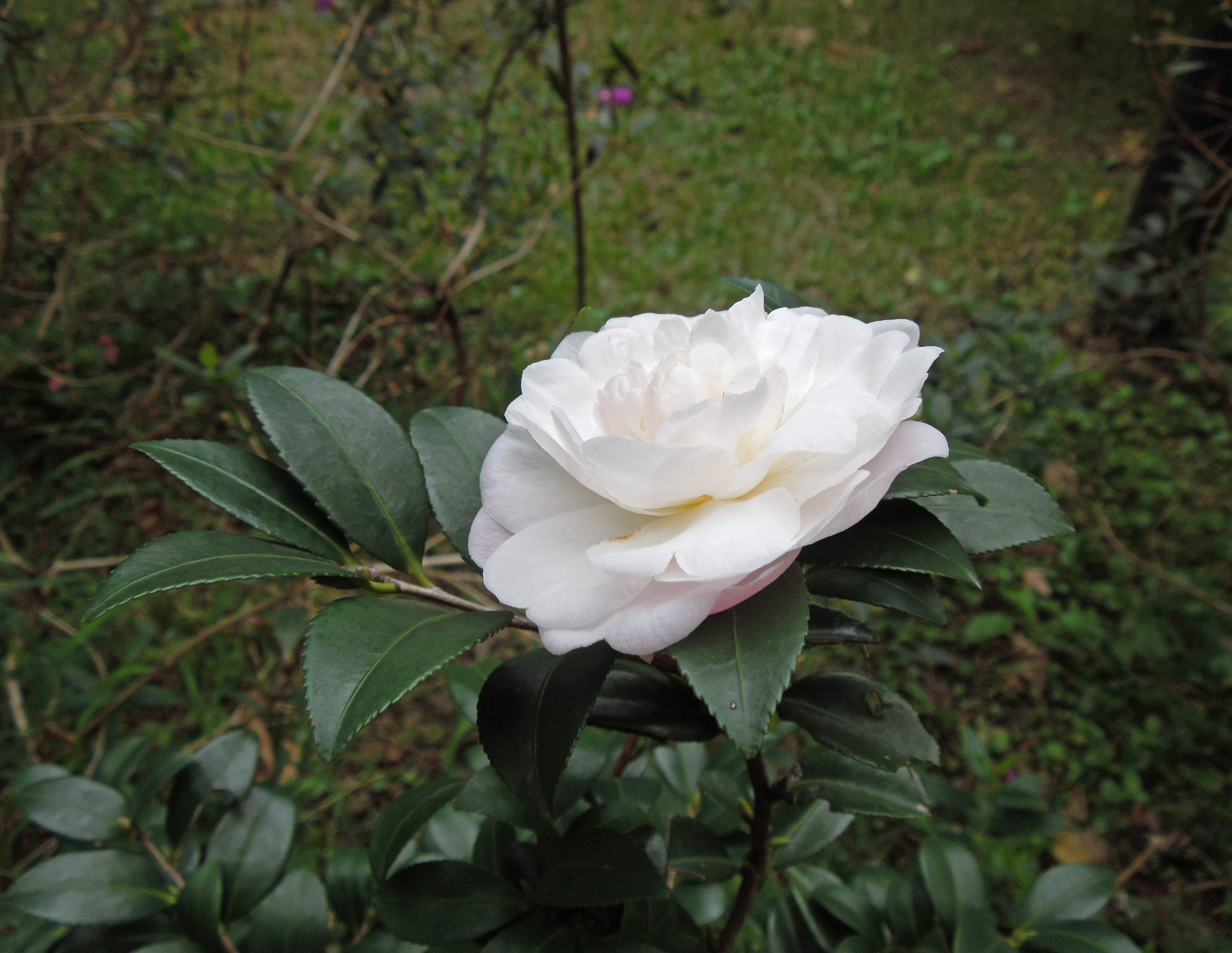
新北市永和區大新公園內的重瓣茶梅

## 公園週遭
- 樂華夜市永和路入口
- 鴻嘉大旅社